# Ayssènes
Ayssènes település Franciaországban, Aveyron megyében. Lakosainak száma 221 fő (2022. január 1.). Ayssènes Saint-Victor-et-Melvieu, Salles-Curan, Le Truel, Viala-du-Tarn és Villefranche-de-Panat községekkel határos.

## Népesség
A település népessége az elmúlt években az alábbi módon változott:
| Lakosok száma | 431  | 309  | 248  | 219  | 211  | 215  | 216  | 216  | 218  | 221  |
|               | 1968 | 1982 | 1990 | 2006 | 2013 | 2015 | 2017 | 2019 | 2020 | 2022 |